# Четта III
Четта III (1639 — квітень/травень 1673) — король Камбоджі від 1672 до 1673 року.

## Життєпис
Був зятем короля Барома Рачеа V. Прийшов до влади в результаті вбивства останнього 1672 року.
Його правління тривало не більше п'яти місяців. Був убитий малайцями у власному ліжку.